# Campomanesia lundiana
Campomanesia lundiana là một loài thực vật có hoa trong Họ Đào kim nương. Loài này được (Kiaersk.) Mattos mô tả khoa học đầu tiên năm 1967.